# Yolanda Font i Asensio
Yolanda Font i Asensio (Bigues i Riells del Fai, Vallès Oriental, 26 d'octubre de 1989) és una jugadora d'hoquei sobre patins i de roller derby catalana.
Formada com a davantera al CHP Bigues i Riells, la temporada 2007-08 va fitxar pel CP Vic i la següent pel Cerdanyola CH amb el qual va guanyar una Lliga i una Copa espanyola, una Copa de la Generalitat i una Supercopa catalana. La temporada 2012-13 va fitxar pel CP Manlleu, amb el qual va aconseguir la temporada 2014-15 una Copa espanyola, essent escollida millor jugadora del torneig, i un subcampionat de Lliga. Posteriorment, va jugar a diferents equips de l'OK Lliga com el CP Las Rozas, CP Vilanova i Sferic Terrassa. Internacional amb la selecció catalana i espanyola d'hoquei patins, amb la catalana va aconseguir una Copa Amèrica i tres Golden Cup. Amb la selecció espanyola, va ser campiona d'Europa sub-18 i sub-19, i amb l'absoluta va aconseguir una medalla d'argent /2012) i una de bronze /2010) als Campionats del Món i va proclamar-se dues vegades campionat d'Europa (2011 i 2015) i subcampiona el 2007.
El 2019 va competir en la modalitat de roller derby, aconseguint amb el CHP Bigues i Riells la primera Copa d'Espanya, celebrada a Mollet del Vallès. També participà amb la selecció espanyola al World Roller Games de Barcelona 2019, aconseguint la medalla de bronze.
Entre d'altres reconeixements, va rebre la medalla del Comitè Olímpic Espanyol per la seva trajectòria esportiva el 2012.

## Palmarès

### Hoquei patins
Clubs
- 1 Copa Generalitat d'hoquei sobre patins femenina: 2009-10
- 1 Supercopa Nacional Catalana d'hoquei sobre patins femenina: 2009-10
- 1 Lliga espanyola d'hoquei patins femenina: 2009-10
- 2 Copa espanyola d'hoquei patins femenina: 2009-10, 2014-15

Selecció catalana
- 1 medalla d'or a la Copa Amèrica d'hoquei sobre patins: 2011
- 1 medalla de bronze a la Copa Amèrica d'hoquei sobre patins: 2006
- 3 Golden Cup: 2006, 2007, 2009

Selecció espanyola
- 1 medalla d'argent al Campionat del Món d'hoquei patins femení: 2012
- 1 medalla de bronze al Campionat del Món d'hoquei patins femení: 2010
- 2 medalles d'or al Campionat d'Europa d'hoquei patins femení: 2011, 2015
- 1 medalla d'argent al Campionat d'Europa d'hoquei patins femení: 2007

### Roller derby
Clubs
- 1 Copa d'Espanya de roller derby: 2019

Selecció espanyola
- 1 medalla de bronze als Jocs Mundials de Patinatge: 2019